# Манкиев, Назир Юнузович
Назир (Назыр) Юнузович Манки́ев (род. 27 января 1985, Сурхахи, Чечено-Ингушская АССР) — российский борец греко-римского стиля, олимпийский чемпион 2008 года, бронзовый призёр чемпионатов мира 2007 и 2010 годов, чемпион и призёр чемпионатов России. Заслуженный мастер спорта России. Член сборной команды страны с 2004 года.
Старший брат Бекхана Манкиева.

## Спортивные результаты
- Гран-при Ивана Поддубного 2008 года — ;
- Гран-при Ивана Поддубного 2010 года — ;
- Гран-при Ивана Поддубного 2011 года — ;
- Гран-при Ивана Поддубного 2013 года — ;
- Чемпионат России по греко-римской борьбе 2005 года — ;
- Чемпионат России по греко-римской борьбе 2008 года — ;
- Чемпионат России по греко-римской борьбе 2006 года — ;
- Чемпионат России по греко-римской борьбе 2007 года — ;
- Чемпионат России по греко-римской борьбе 2009 года — ;
- Чемпионат России по греко-римской борьбе 2012 года — ;

## Награды и звания
- Орден Дружбы — За большой вклад в развитие физической культуры и спорта, высокие спортивные достижения на Играх XXIX Олимпиады 2008 года в Пекине[2]
- Заслуженный мастер спорта России